# Macrolophus pygmaeus
Espèce
Macrolophus pygmaeus est une espèce d'insectes hémiptères de la famille des Miridae, originaire de la région paléarctique.
Cet insecte est une punaise prédatrice polyphage qui est utilisée comme agent de lutte biologique.

## Synonymes
Selon Catalogue of Life (27 mars 2015) :
- Capsus nubilus Herrich-Schaeffer, 1836
- Macrolophus brevicornis Knight, 1926
- Macrolophus nubilus (Herrich-Schaeffer, 1836)